# Talia Shire
Talia Rose Coppola, coniugata Shire (New York, 25 aprile 1946), è un'attrice statunitense, nota per l'interpretazione di Connie Corleone (nella saga de Il padrino) e di Adriana Pennino (nella serie di film dedicata al pugile italo-americano Rocky Balboa).

## Biografia
Nata in una famiglia di origine italiana (i suoi nonni paterni provenivano da Bernalda, provincia di Matera, mentre quelli materni da Napoli), è figlia del compositore Carmine Coppola e sorella del regista Francis Ford, nonché zia di Nicolas Cage e di Sofia Coppola. La madre si chiamava Italia Pennino, cognome che il personaggio di Talia porterà nel film Rocky. Come il nome della madre anche quello di Talia ricorda la terra di provenienza. Fin da giovane ebbe l'ambizione di diventare una famosa attrice, tanto che, sebbene il più famoso fratello Francis non fosse molto d'accordo, frequentò la Yale School of Drama. A metà del secondo anno lasciò tuttavia la scuola per trasferirsi nella terra delle celebrità, Hollywood.

### Il padrino
Quando Ford Coppola firmò il contratto con la Paramount per girare Il padrino (1972), Talia riuscì ad ottenere la parte della giovane Connie Corleone, sebbene fossero forti le avversità del fratello che poco si fidava della sua serietà professionale. Per questo motivo nei titoli di coda venne presentata come Talia Shire e non Coppola. Ma la sua interpretazione fu davvero ammirevole, tanto che il fratello la richiamò non solo per il secondo film (1974) della serie, ma anche per il terzo (1990), con un ruolo sempre più importante e carismatico, dove diede sicuramente la sua migliore performance artistica. Per questo ruolo venne candidata al Premio Oscar come miglior attrice non protagonista nel 1975, al secondo capitolo della saga.

### Rocky
Tra la fine degli anni settanta e il 1990, scelta nel cast della saga di Rocky da Sylvester Stallone, divenne famosissima al grande pubblico grazie al ruolo di Adriana, prima fidanzata e poi moglie del più famoso pugile del grande schermo. La sua ottima interpretazione le valse una candidatura all'Oscar e al Golden Globe 1977 come migliore attrice protagonista. Ricoprì il ruolo della moglie dello "Stallone italiano" fino a Rocky V (1990). Nel sesto episodio della saga, Rocky Balboa (2006), per dare un tono più drammatico e malinconico alla pellicola, Stallone decise di rendere vedovo il protagonista e non la fa recitare nel film. Per questa ragione Talia Shire nel ruolo di Adriana compare nel film solo in forma di ricordo (analessi) tramite alcune immagini e sequenze tratte dai precedenti episodi (nello specifico il primo, il secondo e il quarto capitolo).

### Vita privata
Nel 1969, durante una festa, conobbe il giovane compositore David Shire, che sposò l'anno seguente. Da Shire ebbe un figlio, Matthew Orlando Shire. In seconde nozze, nel 1980, sposò Jack Schwartzman, da cui ebbe altri due figli: l'ex batterista dei Phantom Planet e attore Jason Schwartzman; il cantante chitarrista Robert Schwartzman, componente del gruppo rock Rooney. La Shire è rimasta vedova nel 1994.

## Filmografia

### Attrice

#### Cinema
- Killico, il pilota nero (The Wild Racers), regia di Daniel Haller e Roger Corman (1968)
- Le vergini di Dunwich (The Dunwich Horror), regia di Daniel Haller (1970)
- Gas, fu necessario distruggere il mondo per poterlo salvare (Gas-s-s-s), regia di Roger Corman (1970)
- The Christian Licorice Store, regia di James Frawley (1971)
- Funerale a Los Angeles (Un homme est mort), regia di Jacques Deray (1972)
- Il padrino (The Godfather), regia di Francis Ford Coppola (1972)
- Maxie, regia di Paulmichel Mielche (1973)
- Il padrino - Parte II (The Godfather: Part II), regia di Francis Ford Coppola (1974)
- Rocky, regia di John G. Avildsen (1976)
- Rocky II, regia di Sylvester Stallone (1979)
- Profezia (Prophecy, the Monster Movie), regia di John Frankenheimer (1979)
- Old Boyfriends - Il compagno di scuola (Old Boyfriends), regia di Joan Tewkesbury (1979)
- Windows, regia di Gordon Willis (1980)
- Rocky III, regia di Sylvester Stallone (1982)
- Rocky IV, regia di Sylvester Stallone (1985)
- Rad, regia di Hal Needham (1986)
- Hyper Sapien: gli extraterrestri ci guardano (Hyper Sapien: People from Another Star), regia di Peter R. Hunt (1986)
- New York Stories, regia di Francis Ford Coppola (1989)
- Il padrino - Parte III (The Godfather: Part III), regia di Francis Ford Coppola (1990)
- Rocky V, regia di John G. Avildsen (1990)
- Bed & Breakfast - Servizio in camera (Bed & Breakfast), regia di Robert Ellis Miller (1991)
- Oscuri presagi (Cold Heaven), regia di Nicolas Roeg (1991)
- L'ultimo inganno (Deadfall), regia di Christopher Coppola (1993)
- She's So Lovely - Così carina (She's So Lovely), regia di Nick Cassavetes (1997) (cameo non accreditato)
- River Made to Drown In, regia di James Merendino (1997)
- La collezionista di corpi (The Landlady), regia di Robert Malenfant (1998)
- Divorce: A Contemporary Western, regia di Eb Lottimer (1998)
- Palmer's Pick Up, regia di Christopher Coppola (1999)
- Alibi di cristallo (Lured Innocence), regia di Kikuo Kawasaki (1999)
- The Visit, regia di Jordan Walker-Pearlman (2001)
- Scintille d'amore (The Whole Shebang), regia di George Zaloom (2001)
- Kiss the Bride, regia di Vanessa Parise (2002)
- Dunsmore, regia di Peter Spirer (2003)
- I Heart Huckabees - Le strane coincidenze della vita (I Heart Huckabees), regia di David O. Russell (2004)
- Pomegranate, regia di Kraig Kuzirian (2005)
- Homo Erectus, regia di Adam Rifkin (2006)
- Rocky Balboa, regia di Sylvester Stallone (2006) (immagini d'archivio)
- Looking for Palladin, regia di Andrzej Krakowski (2008)
- Dim Sum Funeral, regia di Anna Chi (2008)
- My Father's Will, regia di Fred Manocherian (2008)
- The Deported, regia di Lance Kawas (2009)
- Scratching the Surface (2009)
- The Return of Joe Rich, regia di Sam Auster (2011)
- Minkow, regia di Bruce Caulk (2017)
- Pizza with Bullets, regia di Robert Rothbard (2017)
- Megalopolis, regia di Francis Ford Coppola (2024)
- Nonnas, regia di Stephen Chbosky (2025)

#### Televisione
- Il ricco e il povero (Rich Man, Poor Man) – miniserie TV (1976)
- Una breve stagione di Peter (Daddy, I Don't Like It Like This) – film TV (1978)
- Mark Twain and Me – film TV (1991)
- Ricomincio da povero (For Richer, for Poorer) – film TV (1992)

### Produttrice
- Hyper Sapien: People from Another Star (1986)
- Cuor di leone (1987)
- The Landlady (1998)

## Riconoscimenti
- Premio Oscar
  - 1975 – Candidatura alla miglior attrice non protagonista per Il padrino - Parte II
  - 1977 – Candidatura alla miglior attrice per Rocky
- Golden Globe
  - 1977 – Candidatura alla miglior attrice in un film drammatico per Rocky
- National Board of Review
  - 1976 – Miglior attrice non protagonista per Rocky

## Doppiatrici italiane
Nelle versioni in italiano delle opere in cui ha recitato, Talia Shire è stata doppiata da:
- Vittoria Febbi in Rocky III, Rocky IV, Rocky V, Grace and Frankie, Sly
- Rita Savagnone ne Il padrino, Il padrino - Parte II, Scintille d'amore
- Franca D'Amato ne Il padrino, Il padrino - Parte II (ridoppiaggi)
- Melina Martello in Megalopolis, Nonnas
- Lorenza Biella in Rocky
- Simona Izzo in Rocky II
- Serena Spaziani in New York Stories
- Anna Rita Pasanisi ne Il padrino - Parte III
- Barbara Castracane in Ricomincio da povero
- Roberta Paladini ne La collezionista di corpi